# Касејовице
Касејовице (чеш. Kasejovice) град је у Чешкој Републици. Град се налази у управној јединици Плзењски крај, у оквиру којег припада округу Плзењ-југ.

## Становништво
Према подацима о броју становника из 2014. године град је имао 1.271 становника.